# Natriumabhängiger Vitamin-C-Transporter
Die natriumabhängigen Vitamin-C-Transporter sind in der Zellmembran von Wirbeltier-Zellen befindliche Proteine, die die Einschleusung von Natriumionen und Vitamin C in die Zelle katalysieren. Es handelt sich also um Transportproteine. Beim Menschen gibt es zwei dieser Transporter, mit Namen SVCT1 und SVCT2, die von den Genen SLC23A1 und SLC23A2 codiert werden. SVCT1 kommt insbesondere im Dünndarm, den Nieren, den Ovarien, im Dickdarm und der Leber vor, während SVCT2 keine spezielle Lokalisierung hat.
Die Transportgleichung lautet:
Ascorbat (außen) + 2Na+ (außen)  {\displaystyle \longrightarrow }  Ascorbat (innen) + 2Na+ (innen)
Es handelt sich also um einen Symport.
Varianten von SVCT2 sind möglicherweise mit dem Auftreten von Darmkrebs assoziiert. SVCT2 scheint außer von Natrium noch von Calcium oder Magnesium abhängig zu sein. Dies ist nach wie vor Thema aktueller Forschung.